# Kisamor
María Jansson, más conocida en la historiografía como Kisamor (en sueco: Madre de Kisa; 30 de julio de 1788 - 27 de febrero de 1842), fue una médica naturista sueca, de las más reconocidas en el siglo XIX en Suecia. Es un ejemplo recurrente de curandera (llamada en sueco: klok gumma, lit. 'mujer sabia').

## Biografía
María Jansson nació en Örebro, en la céntrica región de Nericia, el 30 de julio de 1788. Su padre fue un médico naturista que le enseñó su profesión. De joven fue una curandera ocasional, pero al tiempo su padre le obligó a casarse con un granjero llamado Anders Olsson en 1807. El matrimonio fue poco fructífero, divorciándose María de su esposo en 1819 tras doce años de matrimonio sin haber tenido ningún hijo.
En aquellos años, María Jansson se volvía a desempeñar como médica naturista y se ganaba la vida visitando enfermos a domicilio. Fue adquiriendo una gran reputación. En 1814 recibió una casa en Ostrogotia como recompensa por el tratamiento a una paciente proveniente de una rica familia de la zona. Ocasionalmente recibía a pacientes en un hotel de Kisa, fraguando así el sobrenombre por el que sería conocida «Kisamor» (Madre de Kisa).
Gozando de una gran fama local, fue llamada a Estocolmo en 1824, 1825, 1826, 1840 y 1841. En una ocasión, se le solicitó que atendiese a una miembro de la Familia real. La tradición cuenta que recibió una licencia médica oficial del Sundhetskollegium (Casa del Colegio de la Salud) en 1825 tras tratar al rey y al príncipe heredero (debiendo ser por tanto Carlos XIV Juan y el príncipe Óscar). No hay pruebas objetivas de ello y la licencia no se ha podido comprobar. Las licencias médicas a mujeres fueron prácticamente inexistentes en Suecia hasta después de 1870.